# 北川彩
北川 彩（きたがわ あや、1992年5月24日 - ）は、セント・フォース所属のフリーアナウンサー、タレント。

## 人物
- 福岡県出身。筑陽学園高等学校では、サッカー部マネージャーとして所属し第87回全国高等学校サッカー選手権大会に出場。
- 2015年1月（大学3年生）に、セント・フォース所属の現役キャスターがアナウンス技術を直接指導する「セントフォースアナウンサーワークショップ2015新春講座」に参加し、3月24日にBSスカパー!で放送された「日替わりセント・フォース」でデビュー。
- 2015年10月（大学4年生）には筑紫女学園大学ミスキャンパスクイーンコンテストに出場し準グランプリを獲得。
- GeeBee（テレビ西日本）内番組コーナー「筑女美人学生を探せ!」で美人女子学生として紹介。
- 2016年1月テレビ埼玉の浦和レッズ応援番組「REDS TV GGR」の13代目アシスタントに就任。[1]

同年10月にはセントフォース・スプラウトからセント・フォース本体に移籍。
- 2017年3月文藝春秋からリリースされた、「原色美人キャスター大図鑑2017cent.FORCE sprout&kansai Fresh File」に掲載。
- 2019年4月セント・フォースに在籍したまま、久保円華と共に静岡朝日テレビに契約アナウンサーとして出向、2023年3月まで在籍した。[2]

- 好きな食べ物

フルーツ、チョコ、野菜、アイス、焼肉
- 趣味・特技

サッカー観戦、書道、動物と触れ合うこと

## 現在の担当番組
- 開運!なんでも鑑定団（テレビ東京、2024年4月30日 - ）出張アシスタント

## 過去の担当・出演番組
- 日替わりセントフォース（BSスカパー!）
- こちら浦安情報局（J:COM 市川・浦安）
- REDS TV GGR（テレビ埼玉、2016年1月から2018年12月）[3]
- MY BEST WAY（BSテレビ東京、2019年4月16日・23日放送）

静岡朝日テレビ派遣時
- SATVニュース
- とびっきり!しずおか
- とびっきり!しずおか土曜版